# Geneva (Ohio)
Geneva es una ciudad ubicada en el condado de Ashtabula en el estado estadounidense de Ohio. En el Censo de 2010 tenía una población de 6215 habitantes y una densidad poblacional de 580,18 personas por km².

## Geografía
Geneva se encuentra ubicada en las coordenadas 41°48′1″N 80°56′46″O / 41.80028, -80.94611. Según la Oficina del Censo de los Estados Unidos, Geneva tiene una superficie total de 10.71 km², de la cual 10.71 km² corresponden a tierra firme y (0%) 0 km² es agua.

## Demografía
Según el censo de 2010, había 6215 personas residiendo en Geneva. La densidad de población era de 580,18 hab./km². De los 6215 habitantes, Geneva estaba compuesto por el 94.27% blancos, el 1.66% eran afroamericanos, el 0.11% eran amerindios, el 0.51% eran asiáticos, el 0% eran isleños del Pacífico, el 1.77% eran de otras razas y el 1.67% pertenecían a dos o más razas. Del total de la población el 5.49% eran hispanos o latinos de cualquier raza.